# Kogia
Kogia és un gènere de cetacis odontocets, l'únic vivent de la família dels kògids. El gènere conté una espècie extinta (K. pusilla) i dues de vivents: el catxalot nan (K. sima) i el catxalot pigmeu (K. breviceps). Els membres d'aquest gènere es troben en tots els oceans del món tret de l'oceà Antàrtic i l'oceà Àrtic.